# 安康特大洪灾
安康特大洪灾，又称安康7.31特大洪灾、安康7.31洪灾，是1983年7月31日发生于中华人民共和国陕西省安康市的一场特大洪灾，是中华人民共和国历史上的重大洪灾之一。官方数据显示，此次洪灾导致安康几乎全城被毁，共造成870人死亡、89600人受灾，3.2平方公里被淹，经济损失4亿余元人民币。
此次洪灾的成因除汉江流域连日大雨、暴雨等自然因素以外，修建于大跃进时期的丹江口水库使得安康下游的河槽不断淤积抬高，最终导致了江流不畅乃至下游倒灌。此外，安康上游水库泄洪未及时通报、人员撤离滞后加重了伤亡情况。

## 洪灾成因
洪灾的成因包括自然因素和人为因素。

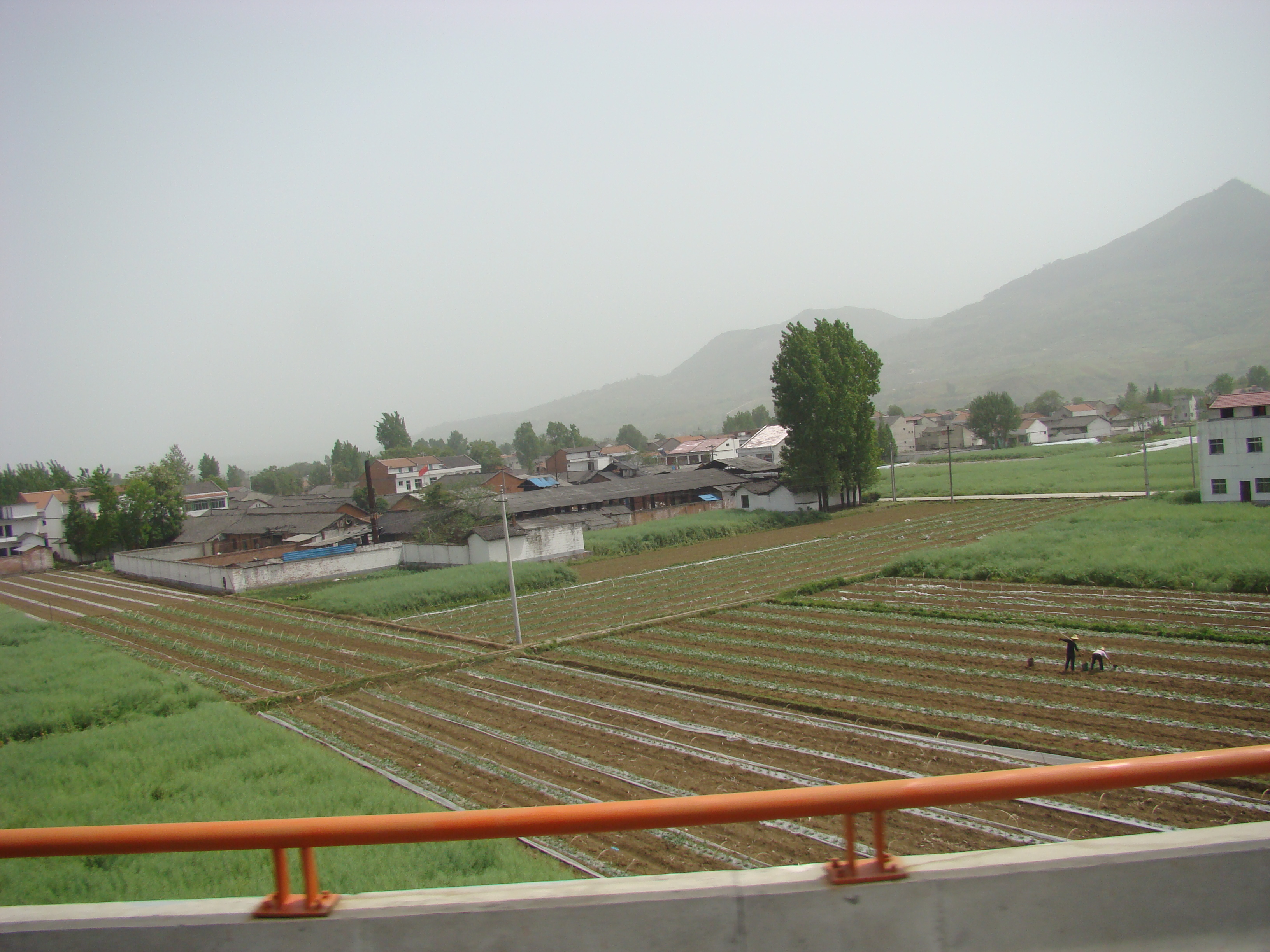
安康农村（2010年）

1983年7月26日至31日，汉江流域内自上而下先后普降大到暴雨，造成汉江安康水文站相当于200年一遇的特大洪水。7月31日，汉江安康站19时35分洪峰流量31000立方/秒，8月1日1时30分洪峰水位259.30米。

此外，知名水利专家黄万里认为洪灾与丹江口水库有关，他提道：
洪水前汉江上游的降水量，5日累计不过166毫米有余，7月31日这一天更不过区区27毫米。以这样的水量，制造这场空前浩不啻于天方夜谭。雨水至多只是这场浩的成因之一。雨水之外，更重要的原因则是江流不畅。...... 修建于1958年、位于安康下游的丹江口水库，在此前的25年使安康下游河槽不断淤积抬高，“否则洪水再大也可以从宽深的河槽里排出去” 。也就是说，洪峰来临之时，江流不畅乃至下游倒灌，是安康几个小时内水位暴涨的主要原因。

## 撤离迟缓
依据陕西省水利厅资料记载，1983年7月28日，安康上游100公里处的石泉水库蓄积量即高达4亿9千万立方，当天水库曾开闸放水。 
7月31上午7时30分，汉江石泉站洪峰流量高达14000立方/秒，水库随即再次开五孔闸泄洪。但直到石泉水库开闸泄洪三个多小时以后，时任陕西省副省长徐山林才多次给安康打电话询问情况，并要求“组织强壮劳力上城堤防水进城，加快撤离，不准死人，死了人要追究责任”。
7月31日，从上午十点半到下午快两点，安康县、安康地区曾先后召开防汛紧急会议，但未能做出老城群众全部撤离的决定。下午3点40分，安康县县长张子美通过散布于全城的22个高音喇叭，接连发出通告，要求沿江及地势低洼的河街、东西堤群众，迅速转移到安全地带。下午六点，洪水从西、北、东三面灌入老城，但是直到洪水入城之时，依然留在老城的居民至少还有一两万人。

## 救灾情况
中国人民解放军兰州军区第47集团军的下属各部队参与了救灾，陕西省军区、武汉军区以及参与了唐山大地震救援的部队也参加救援。官方公布有19名干部战士在洪灾救灾过程中牺牲。灾后，时任中国国务院副总理万里、副总理李鹏曾前往安康视察。灾后一段时期，当地实行了军事管制，对于趁“水” 打劫者，军管当局命令“一律允许就地枪毙”。

## 灾情统计
对于安康特大洪灾最终的伤亡人数和财产损失，有不同统计数据：
- 依据1984年安康地区科委的一份资料，“安康县城区死亡800人，下落不明220人，另外临时流动人口无计。”[1][9]
- 依据2004年10月出版的《安康地区志》，城区有870人遇难，其中本县户口为805人，外地65人，有19名遇难者漂到了湖北丹江口水库[1][9]。
- 依据《安康7·31洪灾记忆》，安康城区18000户、89600余人受灾，其中870人丧生。老城及部分郊区被淹3.2平方公里、水毁房屋3万余间。70个单位失去工作条件，17000余名学生无法上学，经济损失约4.1亿元[4]。

此外，灾后数年也存在许多“官方”说法，譬如“加上外地人，死亡总数为1400余人” 、“安康死亡1036人，合计死亡1600余人”。

## 延伸阅读
- 朿宝荣：《我所亲历的 安康“7·31”特大洪灾》，2016年7月发表于《华商报·今日安康》，版本 （页面存档备份，存于）于2021年1月4日。